# Ulica Blich w Krakowie
 Ulica Blich  (dawniej: ulica Blichowa) – ulica w Krakowie, w dzielnicy II Grzegórzki, na Wesołej. 
Biegnie wzdłuż estakady (po jego wschodniej stronie) linii kolejowej nr 91, oraz łączy ulicę M. Kopernika z ul. Grzegórzecką. 
Nazwa ulicy wywodzi się od blechu, nazywanego też blichem – miejsca, w którym bielono płótno; w Krakowie były to łąki rozciągające się nad Wisłą i Prądnikiem. To właśnie jedna z odnóg Prądnika uchodziła do Starej Wisły w pobliżu dzisiejszej ulicy Blich.
Pierwsza wzmianka o blichu pochodzi z 1452, kiedy rajcy miejscy kupili tu od dwóch mieszczan ogród i staw, a w 1458 Kazimierz IV Jagiellończyk dał im przywilej na używanie wody.
Od 1836 znana jako „ulica Blichowa”; obecna nazwa stosowana jest od 1913 roku.

## Zabudowa
- ul. Blich 3 – kamienica, proj. Stanisław Trzciński, 1913.
- ul. Blich 4 – kamienica, proj. Józef Bareta, 1913.
- ul. Blich 6, 7, 8 i 9 – zespół kamienic zbudowanych w latach 1908-1909 według projektu Stanisława Ujejskiego, były to domy dla urzędników c. i k. Kolei Państwowej.

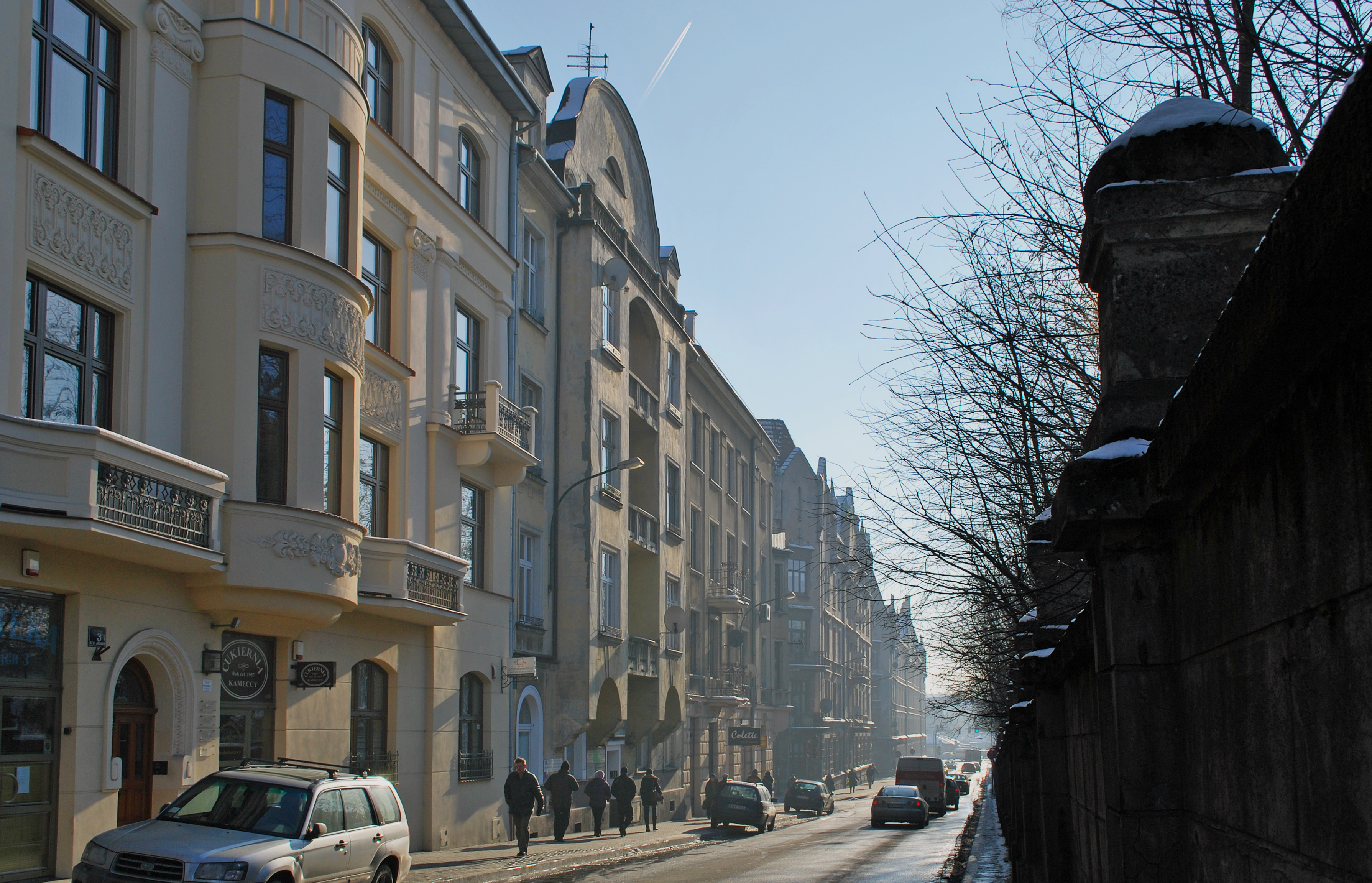
Widok od skrzyżowania z ul. Kopernika na południe. Po prawej mur oporowy nasypu linii kolejowej (rok 2014)
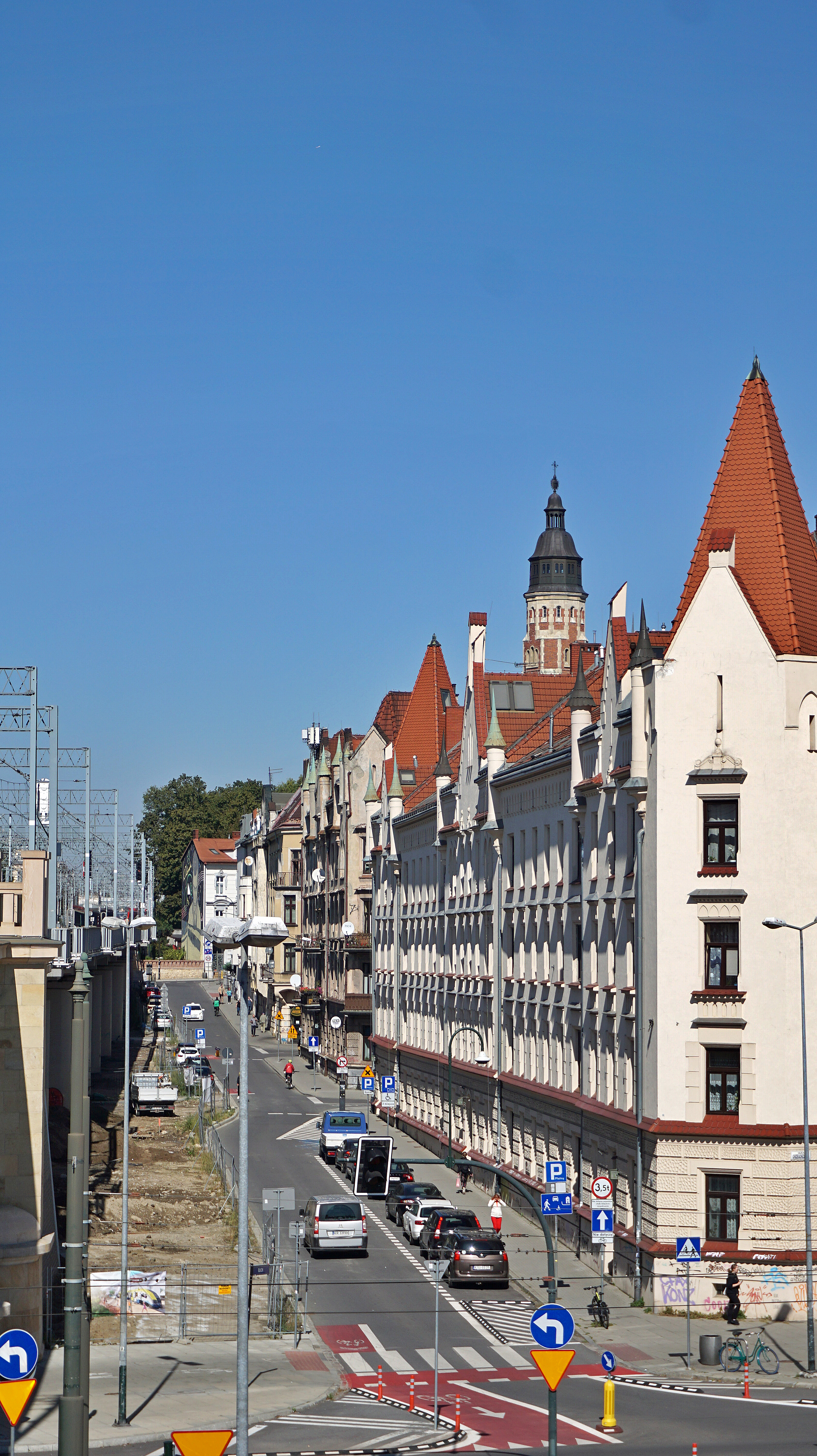
Widok z południa (2024)
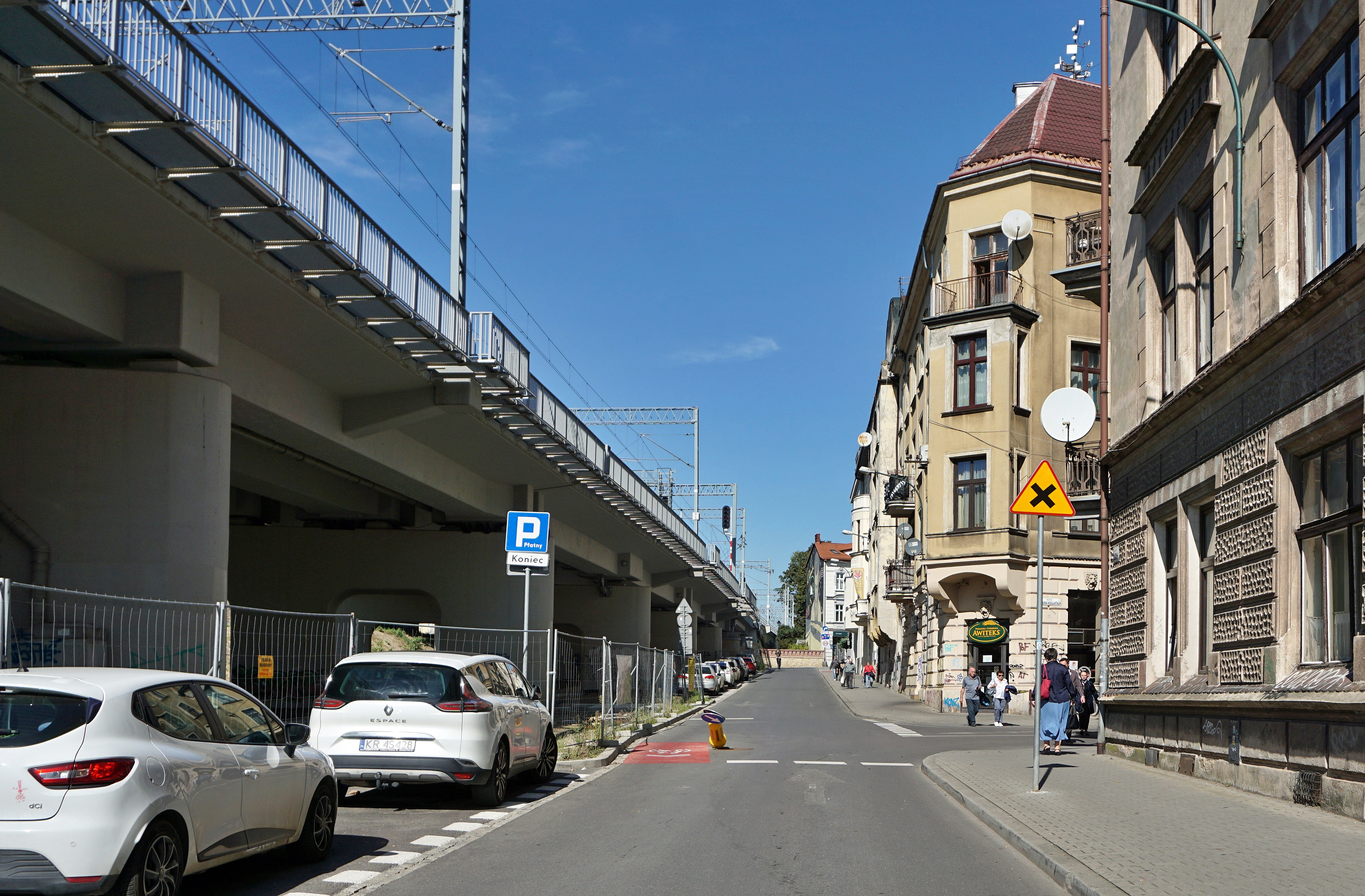
Widok na północ, na wysokości skrzyżowania z ul. H. Kołłątaja (2024)
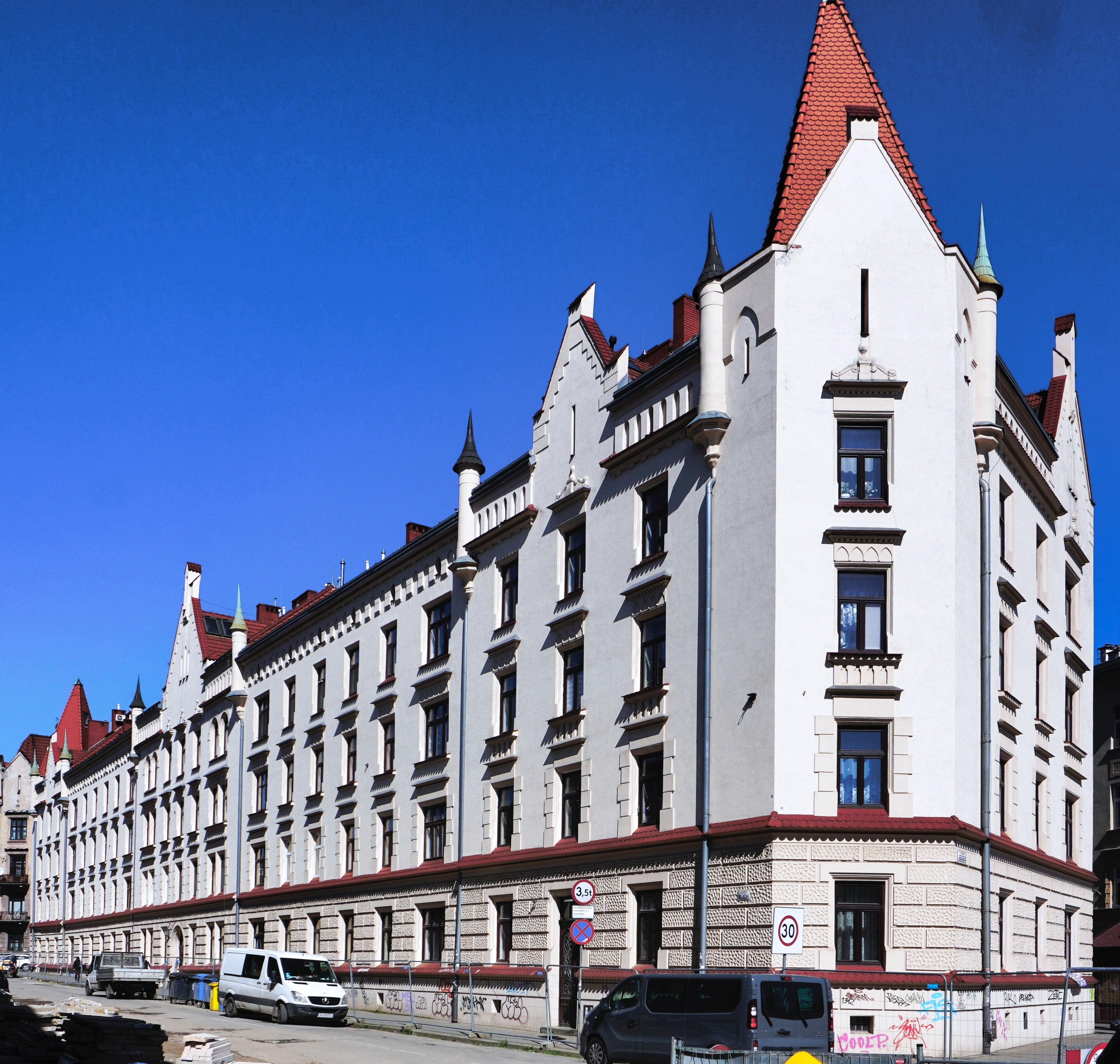
ul. Blich 7, 8 i 9 Kamienice „domy dla urzędników C.K. Kolei Państwowej” (proj. Stanisław Ujejski, 1908–1909)